# Вајхс
Вајхс (њем. Weichs) општина је у њемачкој савезној држави Баварска. Једно је од 17 општинских средишта округа Дахау. Према процјени из 2010. у општини је живјело 3.112 становника. Посједује регионалну шифру (AGS) 9174151.

## Географски и демографски подаци
Вајхс се налази у савезној држави Баварска у округу Дахау. Општина се налази на надморској висини од 468 метара. Површина општине износи 18,8 km². У самом мјесту је, према процјени из 2010. године, живјело 3.112 становника. Просјечна густина становништва износи 165 становника/km².